# Малосен
Малосе́н (фр. Malaucène) — коммуна во французском департаменте Воклюз региона Прованс — Альпы — Лазурный Берег. Является центром одноимённого кантона. 

## Географическое положение
Малосен расположен в 36 км к северо-востоку от Авиньона, в 18 км к северу от Карпантра и в 9 км к югу от Везон-ла-Ромена. Соседние коммуны: Антрешо на севере, Бомон-дю-Ванту на северо-востоке, Ле-Барру на юге, Ла-Рок-Альрик и Лафар на юго-западе, Сюзетт на западе.
Находится недалеко от срединного Дрома у северного подножия Мон-Ванту на склоне горной гряды Дантель-де-Монмирай.

### Гидрография
Через Малосен протекает небольшая речка Грозо, впадающего в 2 км от коммуны в Увез. Грозо берёт начало от одноимённого карстового источника, второго по величине в Воклюзе после Воклюзского источника.
Кроме этого, по территории коммуны протекает Брегу, приток Меда, и Тулуран, приток Увеза (у хутора Во).

## Демография
Население коммуны на 2010 год составляло 2665 человек.
| 1962 | 1968 | 1975 | 1982 | 1990 | 1999 | 2010 |
| ---- | ---- | ---- | ---- | ---- | ---- | ---- |
| 1780 | 1940 | 1955 | 2096 | 2172 | 2537 | 2665 |

## Достопримечательности
- Церковь Сен-Пьер-Сен-Мишель; укреплённая церковь, сооружена в XIV веке.
- Часовня Нотр-Дам-дю-Гросо, сохранилась от бывшего монастыря, хоры перенесены из церкви XII века.

## Фотогалерея

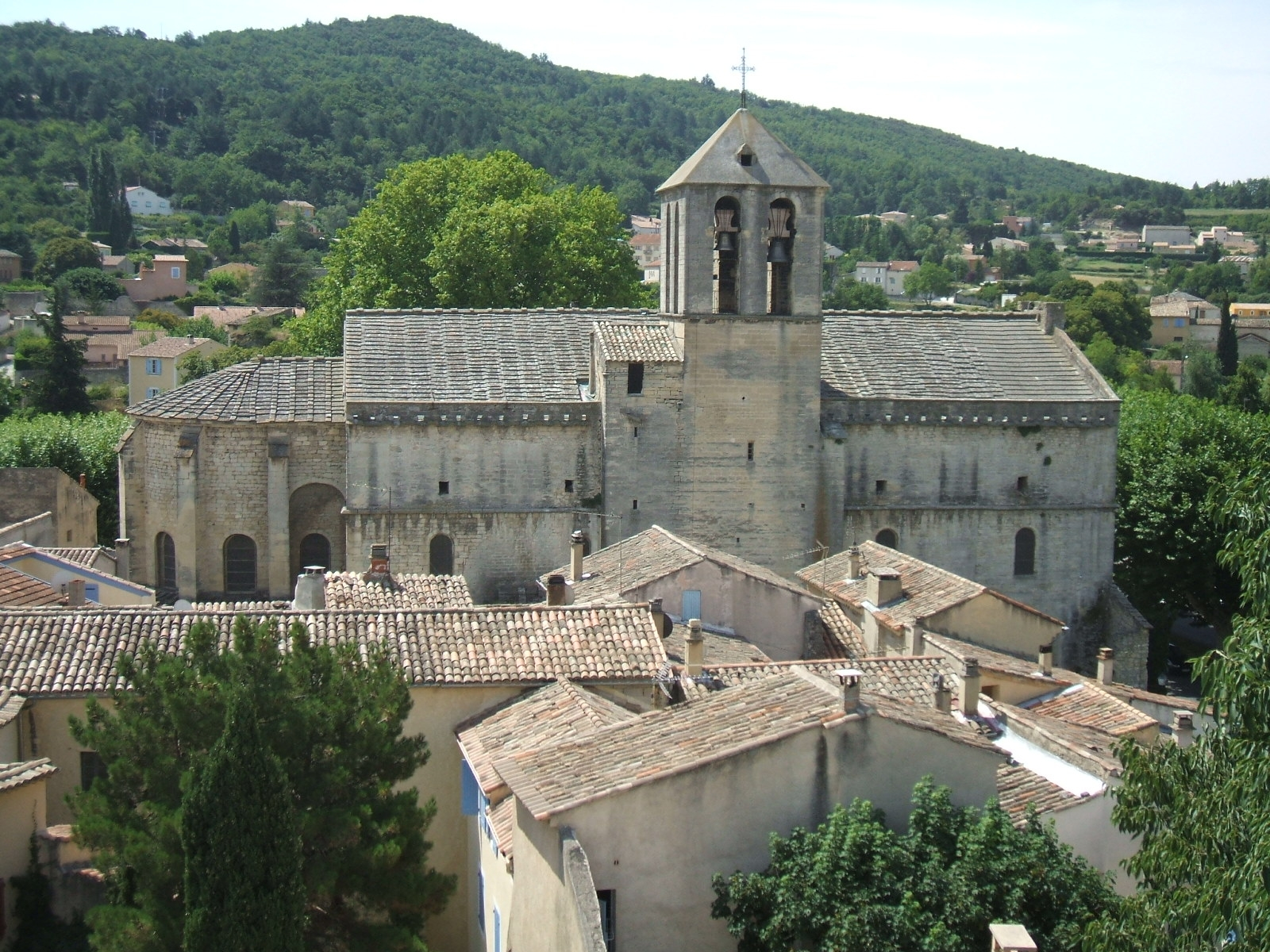
Церковь Сен-Мишель, XIV век.
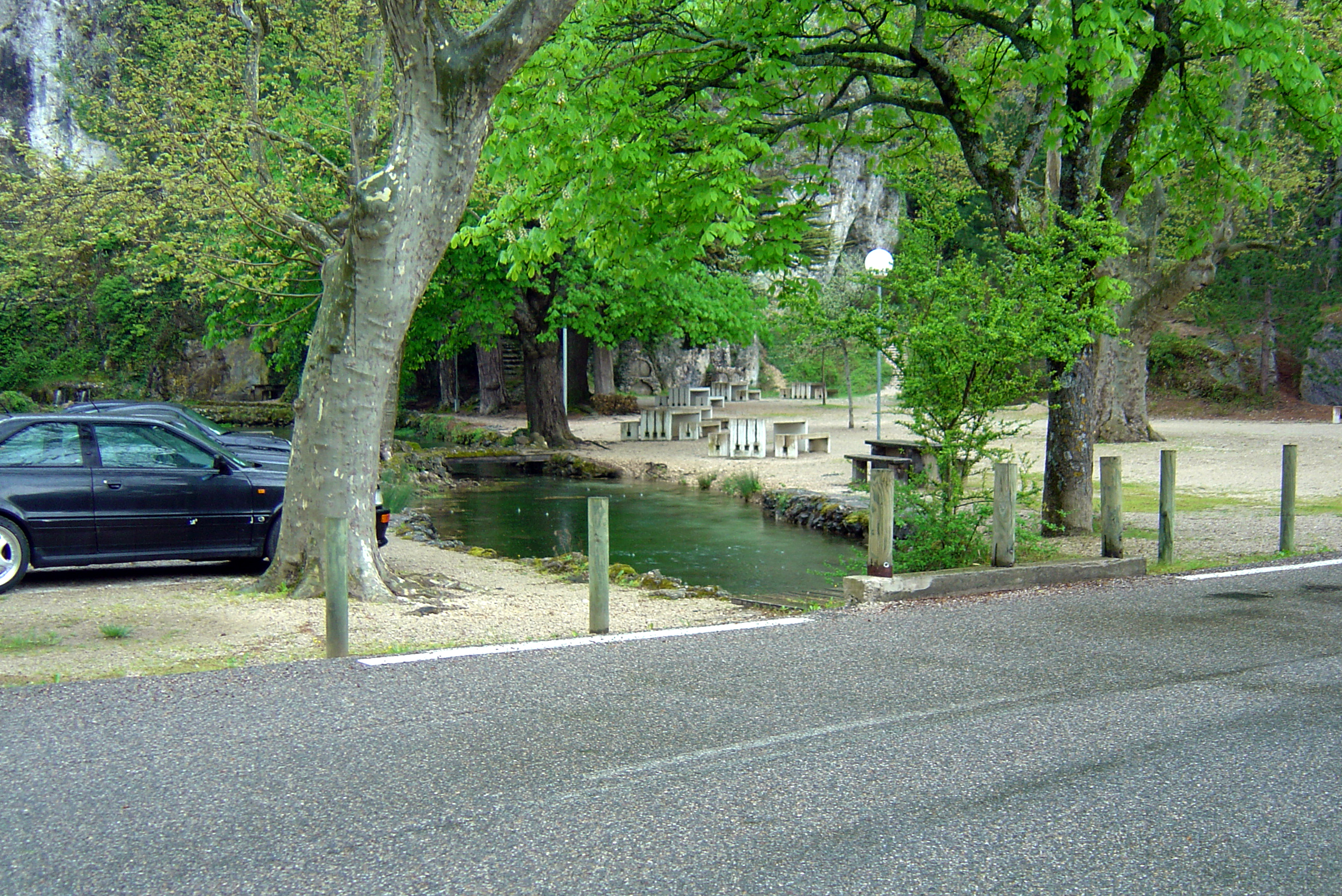
Источник Гросо.
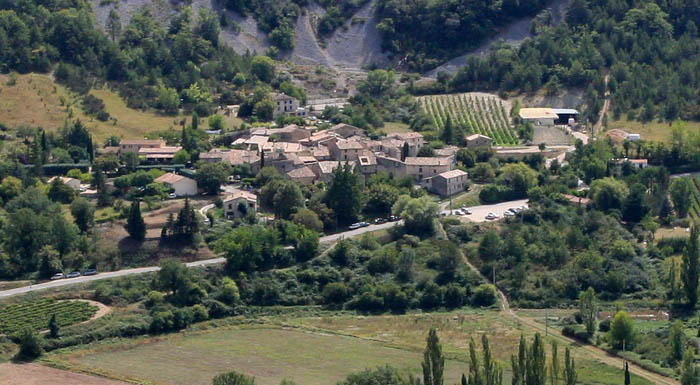
Хутор Во при Малосене.
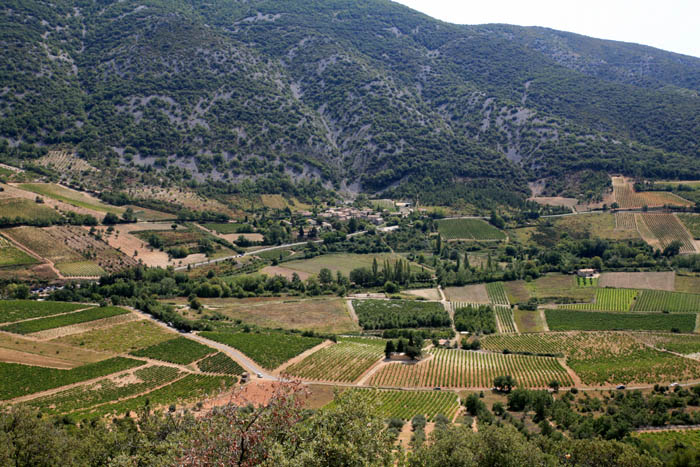
Хутор Во при Малосене.
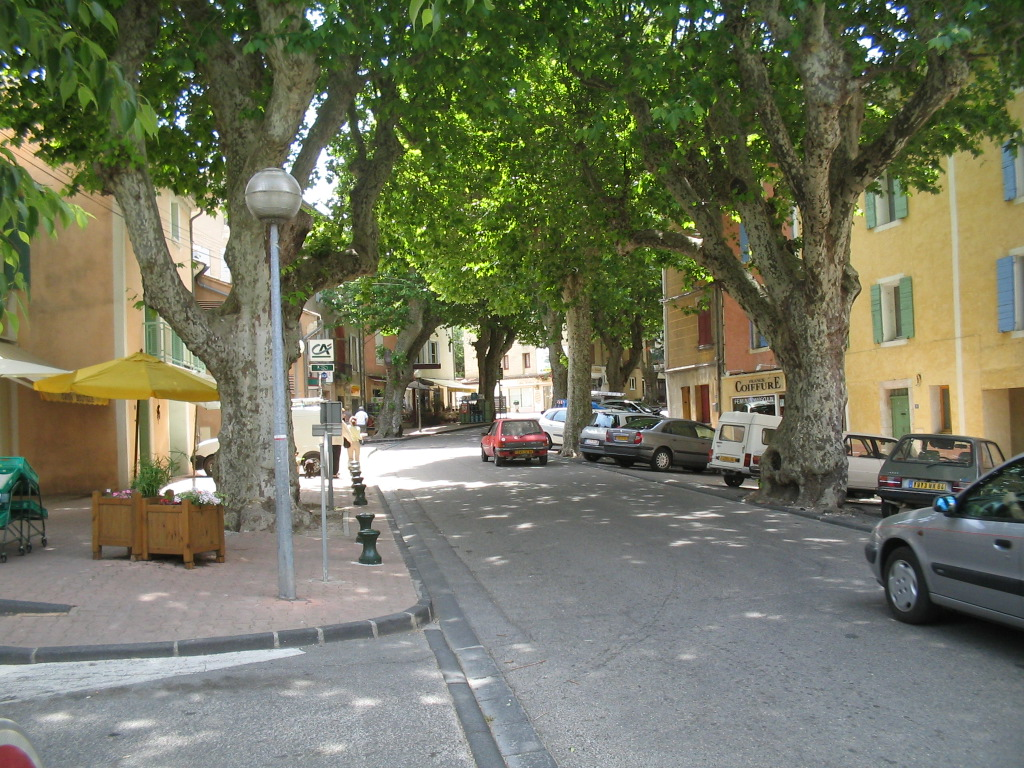
Малосен. Платаны на улице кур-де-Инар.